# Hanna Kozłowska
Hanna Kozłowska – polska naukowiec, fizjolog, profesor doktor habilitowany nauk farmaceutycznych.

## Życiorys
Od 1984 zatrudniona na Akademii Medycznej w Białymstoku. W 1994 pod kierunkiem prof. Anny Boroń-Kaczmarskiej z Zakładu Fizjologii Klinicznej obroniła pracę doktorską "Badania nad stężeniem endotoksyny bakteryjnej we krwi przed- i pozawątrobowej w doświadczalnym poalkoholowym uszkodzeniu wątroby" uzyskując stopień naukowy doktora nauk medycznych. W 2010 na podstawie osiągnięć naukowych i złożonej rozprawy "Mechanizm rozkurczowego działania agonistów receptorów β1-adrenergicznych o niskim stanie powinowactwa i śródbłonkowych receptorów kannabinoidowych w izolowanych naczyniach krwionośnych" uzyskała stopień naukowy doktora habilitowanego nauk medycznych. W 2023 roku uzyskała tytuł profesora nauk farmaceutycznych.
W latach 2012–2016 prodziekan Wydziału Farmaceutycznego z Oddziałem Medycyny Laboratoryjnej Uniwersytetu Medycznego w Białymstoku. Zatrudniona na stanowisku adiunkta w Zakładzie Fizjologii i Patofizjologii Doświadczalnej UMB.